# Овчинский, Владимир Семёнович
Влади́мир Семёнович Овчи́нский (род. 23 февраля 1955, Москва) — советский и российский криминолог, генерал-майор милиции в отставке, советник министра внутренних дел РФ. Доктор юридических наук, профессор. Экс-глава российского бюро Интерпола, экс-советник председателя Конституционного Суда. Действительный государственный советник РФ 3 класса (5 апреля 2006).
Заслуженный юрист Российской Федерации (2008), почетный сотрудник МВД России.

## Биография
Отец — Семён Самуилович Овчинский (1922—1993), доктор юридических наук, профессор, заслуженный работник МВД СССР.
В 1976 году с отличием окончил Омскую высшую школу милиции МВД СССР. Учился на одном курсе с Владимиром Рушайло.
В 1976—1986 — работал в ГУВД Московской области.
В 1986—1992 — работал во ВНИИ МВД СССР/России. Как отмечалось про Овчинского в РИА "Ветеранские вести": "В органах внутренних дел СССР он занимался неформальными группами молодёжи, анализировал межнациональные конфликты и события в горячих точках, чудом избежал ареста как пособник ГКЧП в 1991 году. Затем курировал криминальную милицию в Чечне..."
В 1992—1995 — помощник первого заместителя министра внутренних дел России Евгения Абрамова.
В 1995—1997 — помощник министра внутренних дел России Анатолия Куликова.
В 1997—1999 — начальник Российского бюро Интерпола.
В 1999—2001 — обозреватель по правовым вопросам еженедельника «Московские новости»
В 2001—2002 — вице-президент ОАО «Сибирско-Уральская алюминиевая компания»
В 2004 — март 2011 — Советник Председателя Конституционного суда РФ.
С 2004 года — член Экспертного совета Комиссии ГД ФС РФ по противодействию коррупции.
С 2012 года — советник министра внутренних дел РФ, ответственный секретарь Расширенной рабочей группы по реформированию органов внутренних дел России.
Вице-президент Союза криминалистов и криминологов. Бывший советник по вопросам борьбы с терроризмом Организации договора коллективной безопасности (ОДКБ). 
Лауреат премии и медали им. Кони (2020).
Упоминал, что был очень дружен с Побиском Кузнецовым, называл его своим учителем.
Диссертация - «Уголовно-правовые, криминологические и организационные основы борьбы с организованной преступностью в Российской Федерации» (1994).

## Конспирология
Овчинский неоднократно цитировал различные конспирологические теории. Так, в 2011 году, заявил что «мировое правительство уже существует». В 2023 году заявил что вторжение России в Украину, якобы, привело к расцвету «чёрной трансплантологии», виноваты в которой «международные гуманитарные организации». Также заявил что Бернар Кушнер являлся организатором торговли органами в Косово, сославшись на сербскую «сенсационную и популистскую» газету-таблоид Kurir. В марте 2024 года заявил, что в мозги исполнителей теракта в «Крокус Сити Холл» могли быть имплантированы чипы, которые «отключили сознание», при этом сам теракт, якобы, был спланирован в Великобритании и США, а боевики были подготовлены в Турции.

## Публикации
- 1993 — «Стратегия борьбы с мафией»
- 1996 — «Основы борьбы с организованной преступностью»
- 2000 — «Интерпол в вопросах и ответах»
- 2001 — «XXI век против мафии»
- 2001 — «Основы оперативно-розыскной деятельности»
- 2005 — «Криминология и биотехнологии»
- 2014 — «Кибервойны XXI века. О чём умолчал Эдвард Сноуден»(в соавторстве с Е. С. Лариной)
- 2016 — «Мафия: новые мировые тенденции»

## Статьи, интервью, книги
- Территория «свободной охоты»
- Трагедия в Перми: виновны «неприкасаемые» Архивная копия от 13 февраля 2014 на Wayback Machine
- Противостояние США, Китая и России в условиях глобального кризиса Архивная копия от 23 января 2011 на Wayback Machine
- Генерал-майор милиции Владимир Овчинский — о патриотах и либералах Архивная копия от 11 января 2011 на Wayback Machine
- Российская психиатрия: чего изволите? Архивная копия от 8 сентября 2011 на Wayback Machine
- Масоны создали США, но проиграли Февральскую революцию Архивная копия от 17 сентября 2011 на Wayback Machine. интервью Владимира Овчинского
- В Америке к власти может прийти тоталитарная секта Архивная копия от 1 февраля 2012 на Wayback Machine. интервью Владимира Овчинского
- Интервью Владимира Овчинского Архивная копия от 20 декабря 2012 на Wayback Machine «Российской газете».
- Публикации Владимира Овчинского в газете «Завтра» Архивная копия от 25 октября 2016 на Wayback Machine
- Все интервью Владимира Овчинского на радиостанции «Русская Служба Новостей»
- Все интервью Владимира Овчинского на радиостанции Архивная копия от 29 мая 2011 на Wayback Machine «Эхо Москвы»
- Все интервью Владимира Овчинского на радиостанции «Финам FM»
- «Теория оперативно-розыскной деятельности». ISBN 978-5-16-004290-9 Автор: Земскова А. В., Вагин О. А., Горяинов К. К. Редактор: Горяинов К. К., Овчинский В. С., Синилов Г. К.
- «Руководство СССР сознательно уничтожало страну» Архивная копия от 22 сентября 2016 на Wayback Machine